# Douglas Mawson

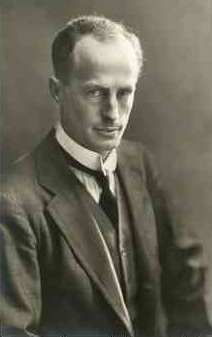
Douglas Mawson

Douglas Mawson (Shipton, 5 mei 1882 – Brighton, 14 oktober 1958) was een Australisch geoloog en poolonderzoeker. Hij is bekend geworden als leider van een tweetal belangrijke expedities naar Antarctica.
Mawson werd geboren in een boerenfamilie in Yorkshire, Engeland, maar emigreerde al als baby met zijn familie naar Australië. Hij studeerde mijnbouw aan de universiteit van Sydney, maar zijn leraar daar, de geoloog Edgeworth David haalde hem over om na zijn afstuderen geologie als tweede studie te beginnen. Nog tijdens zijn studie, in 1903, maakte hij een geologische studie van de Nieuwe Hebriden; het was de eerste diepgaande geologische studie van een van de Zuidzee-eilanden. In 1905 studeerde hij af in de geologie, en hij kreeg een baan als docent mineralogie en petrologie aan de universiteit van Adelaide. Hij promoveerde in 1909 op geologisch veldonderzoek in het Broken Hill-gebied. Een expeditie naar en beklimming van Mount Kosciuszko in 1907 wekte een bijzondere belangstelling voor de gevolgen van glaciatie bij hem op.

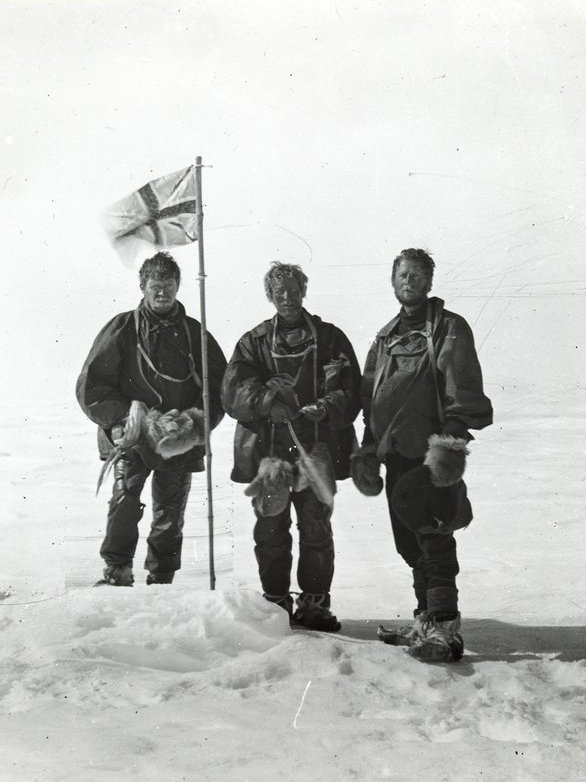
Mackay, Mawson en David op de magnetische zuidpool

Zijn vroegere leraar David was aangesteld als geoloog op de Nimrod-expeditie van Ernest Shackleton naar Antarctica in 1907-1909. Mawson had ook belangstelling voor de expeditie, en op voorspraak van David werd hij toegevoegd aan de wetenschappelijke staf. Kort na aankomst in het basiskamp beklom hij met enkele anderen de vulkaan Mount Erebus, en mat de diepte van de krater. Later vormde hij met David en Mackay de 'Noordelijke Groep', die zou pogen de magnetische zuidpool te bereiken, terwijl Shackleton met zijn 'Zuidelijke Groep' een aanval op de geografische zuidpool deed. Op 16 januari 1909 bereikten ze inderdaad hun doel.

## Eerste expeditie (1911-1914)

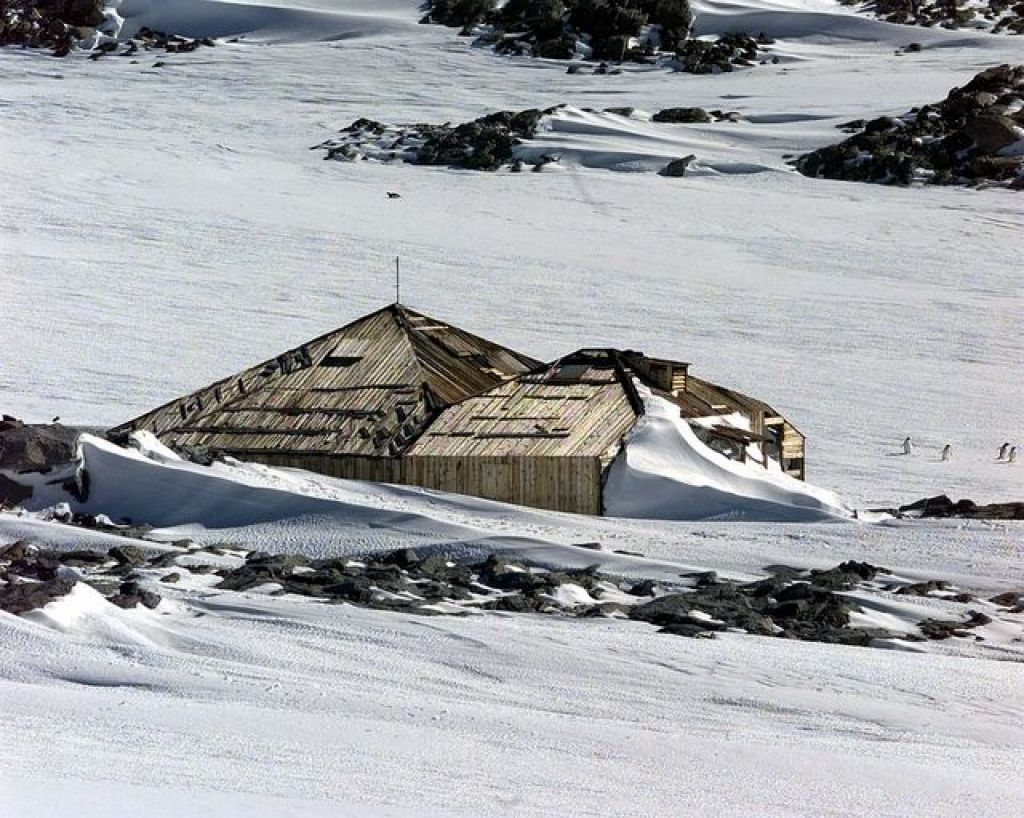
Het hoofdkwartier bij Cape Denison

Robert Falcon Scott nodigde Mawson uit om ook aan zijn poging tot het bereiken van de Zuidpool deel te nemen, maar Mawson weigerde. In plaats daarvan begon hij plannen te maken voor een eigen expeditie naar Antarctica, die tot doel zou hebben de Antarctische kust ten zuiden van Australië te onderzoeken. Mede dankzij aanbevelingen van Shackleton slaagde hij erin om de benodigde fondsen bij elkaar te krijgen, en het zeehondenjagersschip Aurora werd aangekocht. De meeste expeditieleden waren afkomstig uit Australië en Nieuw-Zeeland, en de expeditie vertrok in december 1911 uit Hobart.
Een eerste basis, vooral bedoeld als radiostation, werd opgericht op Macquarie Island. De kust van Antarctica werd westwaarts gevolgd tot Commonwealth Bay (142°OL), waar de hoofdbasis werd opgericht bij Cape Denison. Een tweede basis, de westelijke basis, werd opgericht op het door de expeditie ontdekte Shackletonijsplateau, onder leiding van Frank Wild. De kust in het tussenliggende gebied bleek zuidelijker te liggen dan Wilkes en Balleny hadden vastgesteld; deze hadden vermoedelijk de rand van het pakijs voor de Antarctische kust aangezien. De locatie van de hoofdbasis bleek niet erg goed gekozen te zijn: het werd bekend als de 'windrijkste plaats op aarde'. Windsnelheden van meer dan 90 km/u werden weken achtereen gemeten, en op 15 mei werd zelfs een daggemiddelde van 145 km/u bereikt.

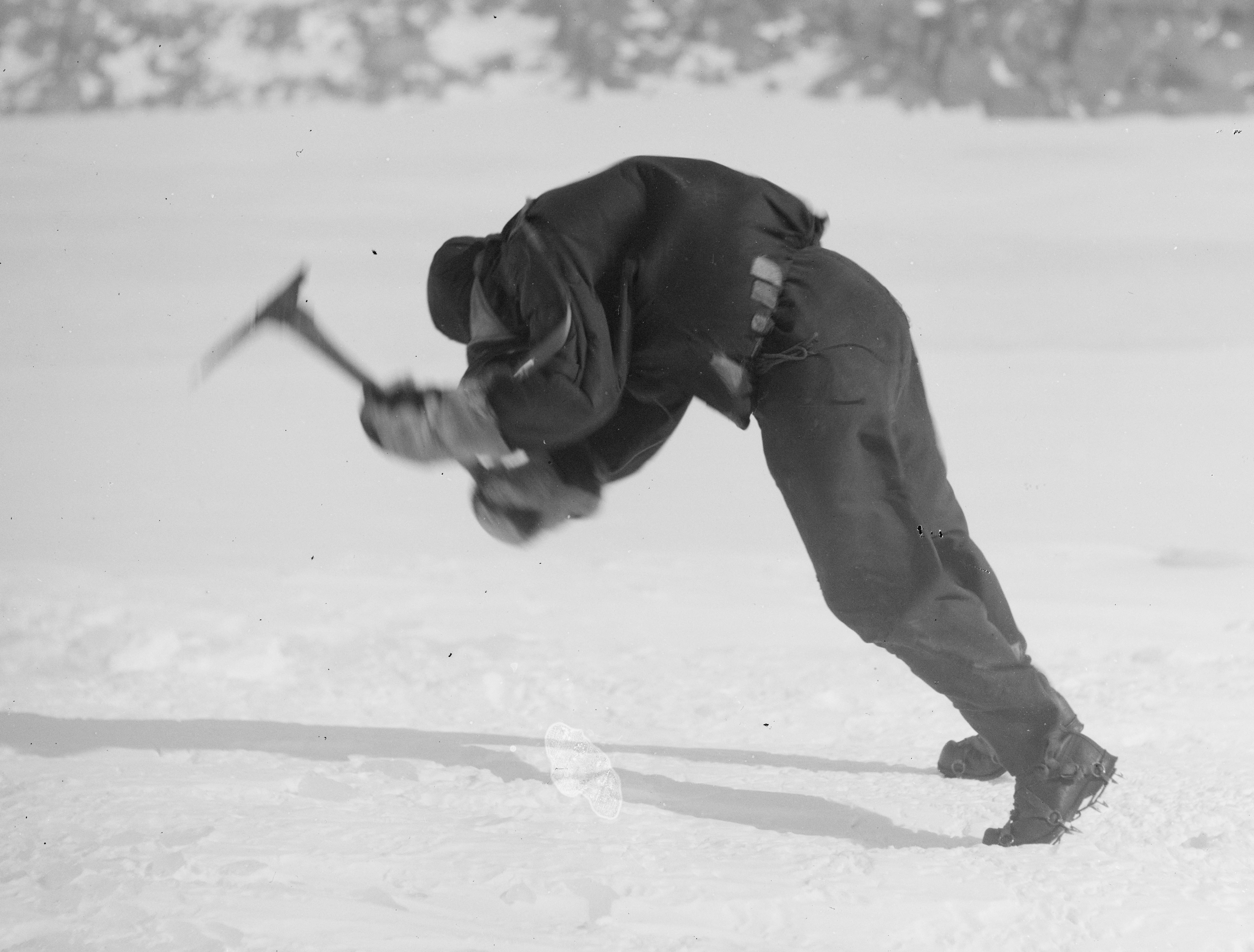
een deelnemer aan de expeditie hakt ijs; zijn houding wordt veroorzaakt doordat hij 'leunt' tegen een storm van meer dan 100 km/u

De volgende zomer (1912-1913) werden zowel vanuit de westelijke basis als vanuit de hoofdbasis sledetochten ondernomen. Vanuit de westelijke basis werden de Gaussberg (300 km naar het westen) en de Denmangletsjer (190 km naar het oosten) bereikt. Op de hoofdbasis was het weer, en vooral de wind, nog steeds ongunstig, maar ook hier werden sledetochten ondernomen. Sledetochten van honderden kilometers werden in zowel oostelijke als westelijke richting ondernomen. Mawson zelf leidde een sledetocht ver naar het oosten, met Belgrave Ninnis en Xavier Mertz trok hij 500 km naar het oosten, waar echter rampspoed toesloeg: Ninnis viel met zijn slee in een gletsjerspleet en verdween. Omdat zijn slede ook vrijwel de gehele voorraad van de groep droeg, hadden de overblijvers nu een probleem, dat werd opgelost door een voor een de honden te slachten en op te eten (en door hun soortgenoten te laten opeten). Op de terugreis werd Mertz ziek en stierf eveneens, waarna Mawson een heroïsche solotocht van 250 km terug naar het basiskamp maakte. Daar verbleef hij nog een winter, met nog ergere stormcondities dan een jaar eerder, omdat de Aurora eerst de mannen in het westelijke kamp oppikte.
Mawsons expeditie gold, ondanks het verlies van Ninnis en Mertz en het feit dat niet alle doelen gehaald waren, als een groot wetenschappelijk succes. Hij vertrok naar Engeland als huwelijksreis, maar ook om fondsen te vinden om de opgedane schulden te delven, en in de Eerste Wereldoorlog werkte hij als explosievenexpert. Na de oorlog keerde hij terug naar Australië, waar hij zijn werk als geoloog weer opnam. In 1915 werd zijn verslag van zijn expeditie gepubliceerd, onder de titel The Home of the Blizzard (De woonplaats van de sneeuwstorm).

## BANZARE

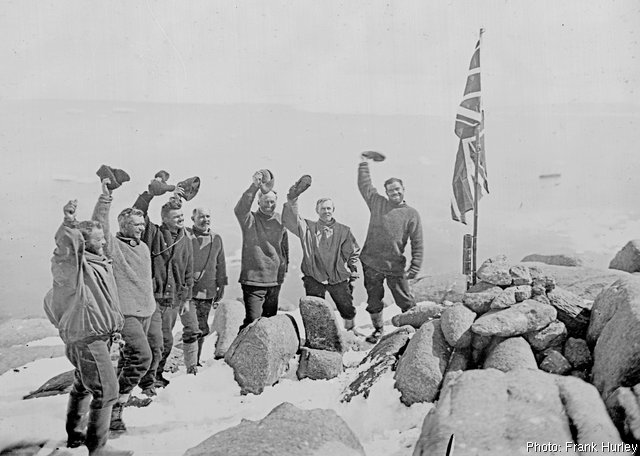
De ontdekkingen van het eerste jaar worden geclaimd voor de Britse Kroon

In 1929-1931 leidde Mawson een tweede expeditie naar Antarctica. Deze werd bekostigd door de Australische regering, met steun van de regering van Nieuw-Zeeland, en kreeg de naam BANZARE (British, Australian and New Zealand Antarctic Research Expedition). Officieel was het doel van de expeditie zuiver wetenschappelijk, maar in werkelijkheid was de bedoeling ook sterk politiek: Men wou de Antarctische kust van de Indische Oceaan onder Australisch of Brits gezag brengen. De expeditie nam twee zomers in beslag, in 1929-1930 en 1930-1931.
Voor de expeditie werd de Discovery, eerder gebruikt door Scott op zijn eerste expeditie en op dat moment in dienst als walvisvaarder, teruggekocht. In de eerste zomer werd de kust van Antarctica tussen 47° en 73° OL onderzocht met behulp van een vliegtuig, waarbij een nieuw stuk land werd ontdekt dat Mac-Robertson Land werd genoemd (rond 68° ZB en 65° OL). In januari 1931 landde Mawson bij zijn oude basis bij Cape Denison, en stelde vast dat de magnetische zuidpool een flink eind verschoven was sinds 1914. Daarna werd de kust gevolgd en in kaart gebracht vanaf dat punt tot aan Mac-Robertson Land. Op basis van de expeditie verklaarde de Britse regering in 1933 het gehele gebied tussen 160° en 45° OL, met uitzondering van het reeds door Frankrijk geclaimde Adélieland tot territorium van de Britse Kroon, en in 1936 werd Australië met het bestuur en de soevereiniteit belast (zie Australisch Antarctisch Territorium).
Mawson keerde terug naar zijn bestaan als geoloog, totdat hij in 1952 met pensioen ging. Hij overleed in oktober 1958.

## Vernoeming
Dorsa Mawson, een stelsel mareruggen op de Maan.
- Australian Dictionary of Biography: mawson-sir-douglas-7531
- Bibsys: 2047151
- Biblioteca Nacional de España: XX6497130
- Bibliothèque nationale de France: cb15381061g (data)
- CiNii: DA06539034
- Gemeinsame Normdatei: 11878269X
- International Standard Name Identifier: 0000 0000 8116 4277
- Library of Congress Control Number: n50032732
- Nationale Bibliotheek van Letland: 000229064
- National Central Library: 000089148
- Nationale Bibliotheek van Tsjechië: xx0070632
- Nationale bibliotheek van Australië: 35335937
- Nationale Bibliotheek van Israël: 987007270703905171
- Nationale Bibliotheek van Polen: a0000003076419
- Nederlandse Thesaurus van Auteursnamen: 213747510
- PIC: 284261
- Réseau des bibliothèques de Suisse occidentale: 02-A003575765
- Russische Staatsbibliotheek: 000148380
- SNAC: w6891hkm
- Système universitaire de documentation: 060583908
- Semantic Scholar: 104401153
- Museum of New Zealand Te Papa Tongarewa: 72395
- Trove: 503844
- Virtual International Authority File: 37220550
- WorldCat: E39PBJxhmCcD3Jwq6JG6w66Frq